# Gamasiphis conciliator
Gamasiphis conciliator är en spindeldjursart som beskrevs av Berlese 1916. Gamasiphis conciliator ingår i släktet Gamasiphis och familjen Ologamasidae. Inga underarter finns listade i Catalogue of Life.